# Alma Jane Valencia Escoto
Alma Jane Valencia Escoto (Zapopan, 18 de octubre de 1990) es una luchadora mexicana de estilo libre y la primera mujer en representar a México en esta disciplina en unos juegos olímpicos. En la categoría de 55 kg, ganó la medalla de plata en los Juegos Panamericanos de 2015, habiendo terminado séptima en 2011. Ganó tres medallas de bronce en los Campeonatos Panamericanos de Lucha en 2010, 2011 y 2013. También ganó una medalla de plata y oro en los Juegos Centroamericanos y del Caribe 2010 y 2014 respectivamente, ambos en la categoría de 55 kg. Clasificó para los Juegos Olímpicos de Verano 2020 en el estilo libre femenino 57 kg en el Torneo de Clasificación Panamericano 2020 en Ottawa, Canadá.

## Biografía
Es originaria de Zapopan, Jalisco. Participó en varios deportes cuando era niña, pero luego siguió a sus hermanos a la lucha libre. «Tengo 2 hermanos más grandes y mi instinto de defenderme de ellos fue desde que nací. Crecer con ellos me ayudó a ser un poquito más ruda, ellos empezaron a entrenar cuando tenía 10 años, y me tocaba acompañarlos a su entrenamiento a las competencias y de ahí me fui metiendo hasta que empecé a entrenar». Así empezó en este deporte a los 17 años en Guadalajara, México.
Sus primeras medallas internacionales las obtuvo en 2010: de plata en los Juegos Centroamericanos y del Caribe y de bronce en los Campeonatos Panamericanos de Lucha. Esta última hazaña se repitió en estos últimos juegos en 2011. Ese mismo año, participó también en los Juegos Panamericanos y quedó en séptimo lugar. 
Después de perderse la clasificación para los Juegos Olímpicos de Londres 2012, se tomó un tiempo fuera del deporte para concentrarse en estudiar medicina. No obstante, en 2013 volvió a ganar medalla de bronce en los Panamericanos de Lucha y al año siguiente ganó su primera medalla de oro internacional en los Juegos Centroamericanos y del Caribe de 2014.
No clasificó en los Juegos Olímpicos de Río de Janeiro 2016 pero no se dio por vencida, sobre esto dijo en entrevista: «No tenía otro plan más que ir a Olímpicos, entonces el reponerme y decir: ‘está bien, no lo logré, hice lo que pude y con los medios que tuve’, lo tomé de la manera más madura y ahora me estoy aferrando a la posibilidad de clasificar y no tomar el lado malo de decir: ‘no pude y no sirvo para nada’. Aún estoy joven y si lo sigo intentando, va a llegar solo».
Valencia decidió prepararse en la Universidad Estatal de Pensilvania, en Estados Unidos donde encontró la ayuda de hasta siete entrenadores, entre ellos campeones olímpicos y mundiales. Para costear los gasto, Valencia se alió con Alejandra Romero (también luchadora mexicana internacional) para hacer una venta de una línea de ropa diseñada por ellas. Así regresó a la competición en 2019 y, a principios de 2020, consiguió un puesto de clasificación para los Juegos Olímpicos de Tokio 2020.